# Melaleuca ericifolia
Melaleuca ericifolia är en myrtenväxtart som beskrevs av James Edward Smith. Melaleuca ericifolia ingår i släktet Melaleuca och familjen myrtenväxter. Inga underarter finns listade i Catalogue of Life.

## Bildgalleri

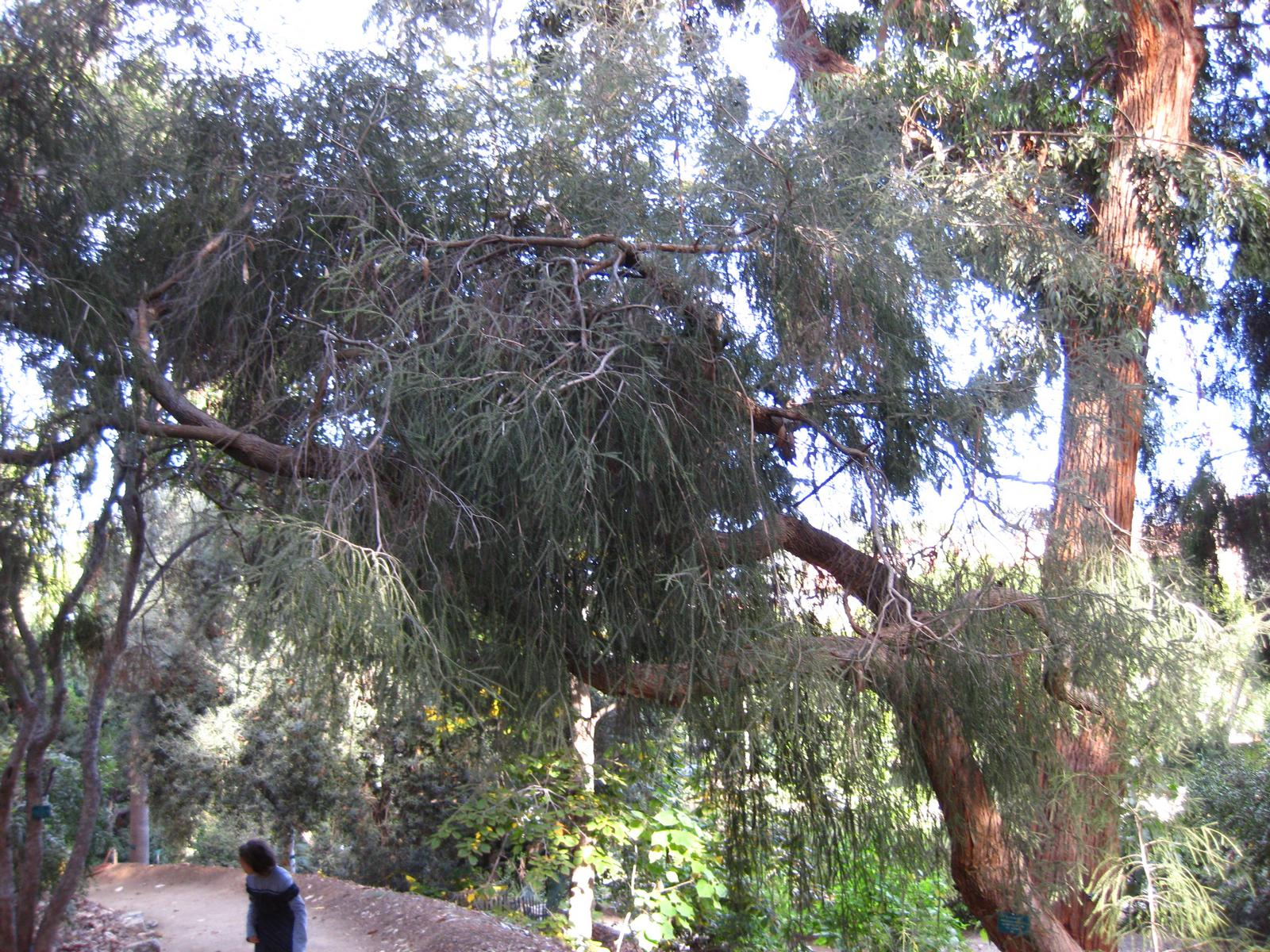
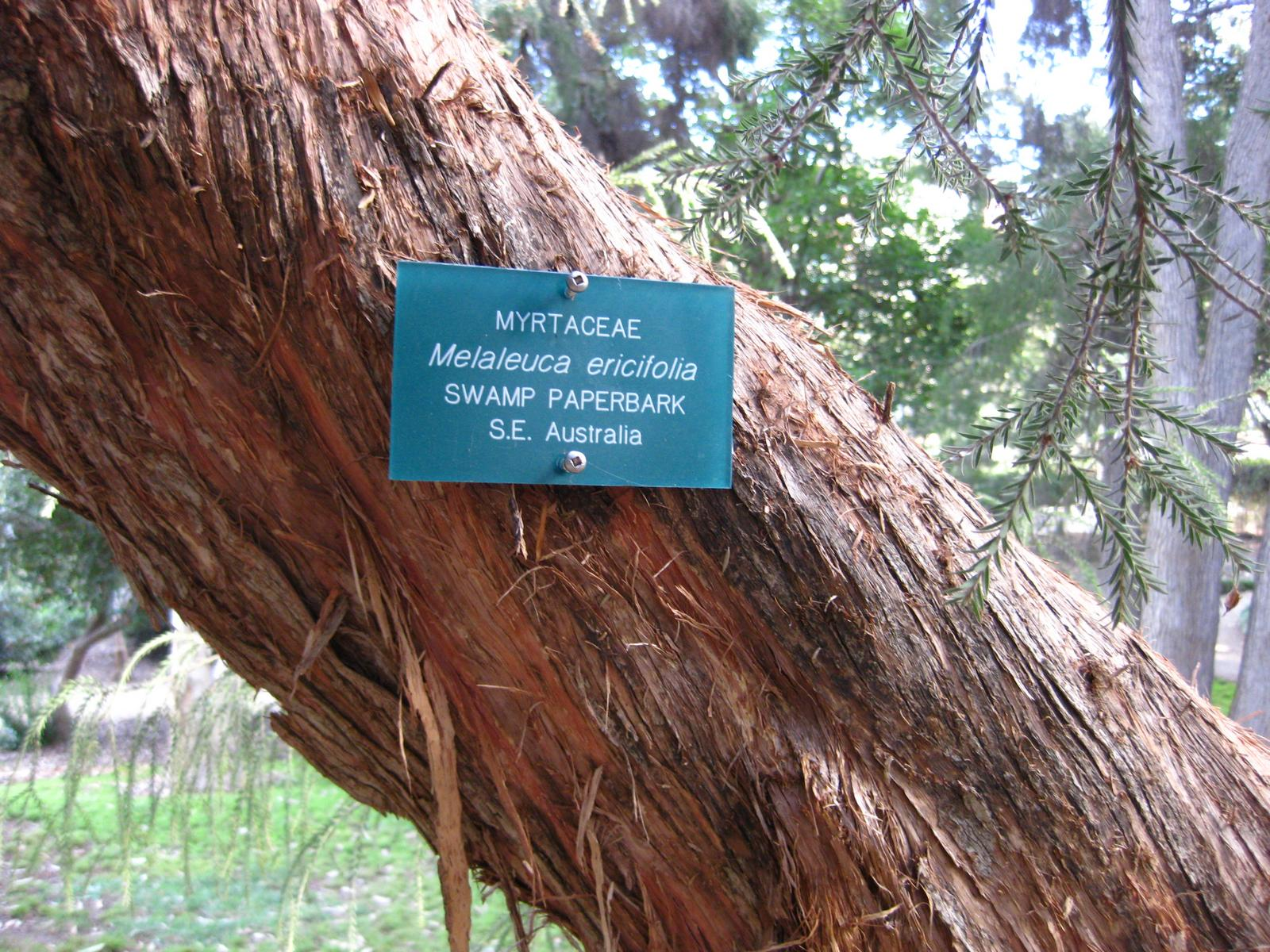
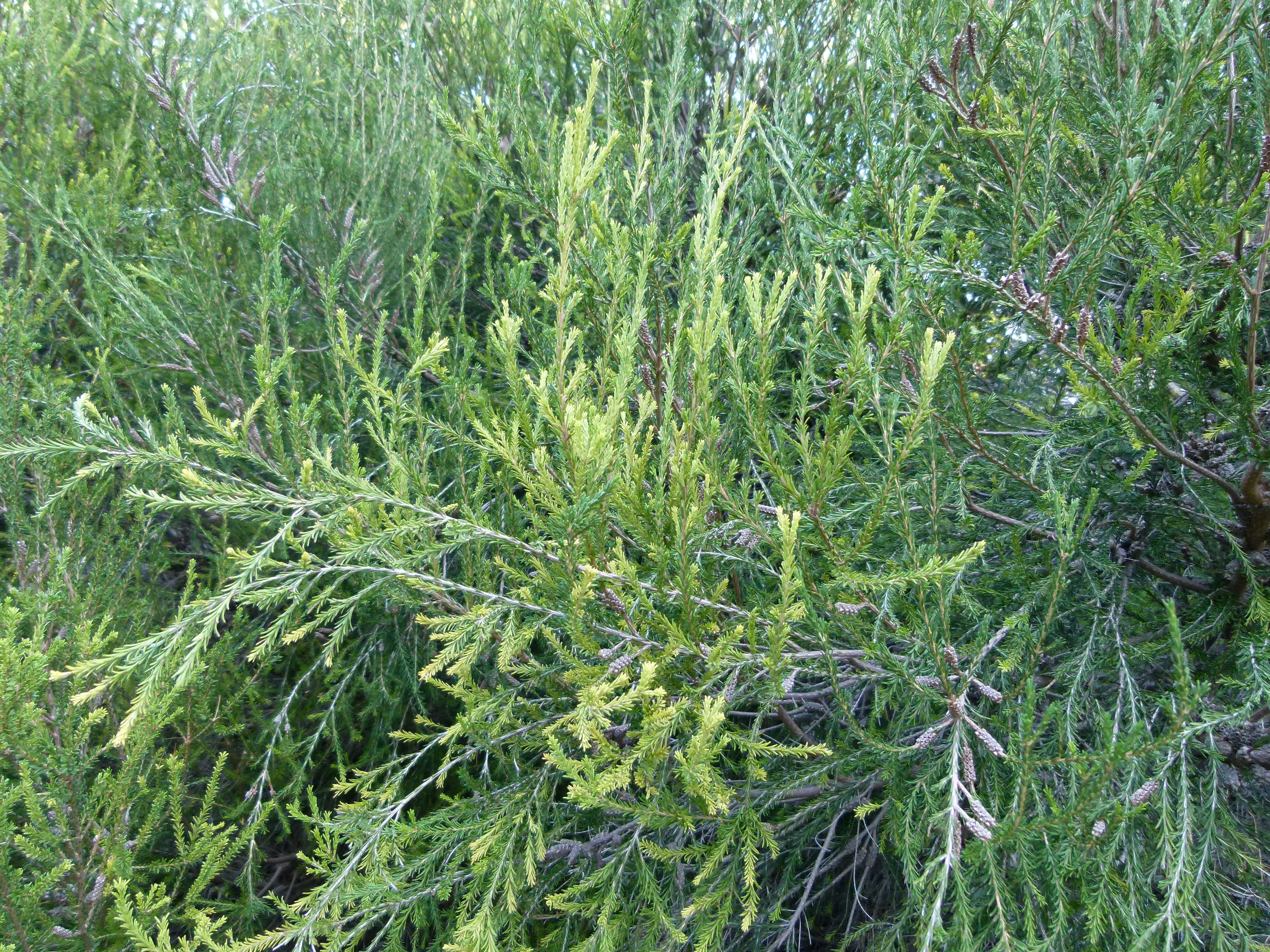